# Communauté de communes de l'Arvan
La communauté de communes de l'Arvan est une ancienne communauté de communes française, située dans le département de la Savoie et la région Rhône-Alpes.
Elle fusionne en 2017 avec la communauté de communes Cœur de Maurienne pour former la communauté de communes Cœur de Maurienne Arvan.

## Géographie
La communauté de communes de l'Arvan est située dans le Massif d'Arvan-Villards et la vallée de l'Arvan (vallée des Arves), confluent de l'Arc, au sud de Saint-Jean-de-Maurienne et à la limite entre la Savoie et l'Isère. La liaison vers l'Isère se fait d'ailleurs par le Col de la Croix-de-Fer sur la commune de Saint-Sorlin-d'Arves. Son altitude varie entre 659 mètres à Fontcouverte-la-Toussuire et 3 464 à Saint-Sorlin-d'Arves.

## Histoire
Cette communauté de communes a été créée par arrêté préfectoral du 23 novembre 2001 et disparaît par fusion 16 ans plus tard.

## Composition
L'intercommunalité regroupait les communes suivantes :
| Nom                       | Code Insee | Gentilé         | Superficie (km2) | Population (dernière pop. légale) | Densité (hab./km2) |
| ------------------------- | ---------- | --------------- | ---------------- | --------------------------------- | ------------------ |
| Albiez-le-Jeune           | 73012      | Albiens         | 12,45            | 146 (2014)                        | 12                 |
| Albiez-Montrond           | 73013      | Albiens         | 48,58            | 386 (2014)                        | 7,9                |
| Fontcouverte-la-Toussuire | 73116      | Foncouvertins   | 21,52            | 556 (2013)                        | 26                 |
| Jarrier                   | 73138      | Jarriens        | 17,79            | 493 (2014)                        | 28                 |
| Saint-Jean-d'Arves        | 73242      | Arvains         | 75,60            | 269 (2014)                        | 3,6                |
| Saint-Pancrace            | 73267      | Saint-Patins    | 5,59             | 290 (2014)                        | 52                 |
| Saint-Sorlin-d'Arves      | 73280      | Saint-Sorlinois | 39,00            | 339 (2014)                        | 8,7                |
| Villarembert              | 73318      | Rembertins      | 9,58             | 254 (2014)                        | 27                 |

## Démographie
| 1968  | 1975  | 1982  | 1990  | 1999  | 2010  |
| ----- | ----- | ----- | ----- | ----- | ----- |
| 2 360 | 2 096 | 2 234 | 2 182 | 2 444 | 2 745 |

### Pyramide des âges
| Hommes | Classe d’âge | Femmes |
| ------ | ------------ | ------ |
| 0,3    | 90 ans ou +  | 0,5    |
| 5,0    | 75 à 89 ans  | 7,0    |
| 15,5   | 60 à 74 ans  | 14,8   |
| 25,1   | 45 à 59 ans  | 24,4   |
| 20,8   | 30 à 44 ans  | 21,2   |
| 15,2   | 15 à 29 ans  | 15,0   |
| 18,2   | 0 à 14 ans   | 17,1   |

| Hommes | Classe d’âge | Femmes |
| ------ | ------------ | ------ |
| 0,4    | 90 ans ou +  | 1,1    |
| 6,3    | 75 à 89 ans  | 9,5    |
| 13,8   | 60 à 74 ans  | 14,7   |
| 20,9   | 45 à 59 ans  | 20,4   |
| 21,2   | 30 à 44 ans  | 20,2   |
| 18,2   | 15 à 29 ans  | 16,5   |
| 19,4   | 0 à 14 ans   | 17,5   |

## Administration

### Statut
Le regroupement de communes a dès sa création pris la forme d’une communauté de communes. L’intercommunalité est enregistrée au répertoire des entreprises sous le code SIREN 247 300 718. Son activité est enregistrée sous le code APE 8411Z

### Présidents
| Période                                  | Période       | Identité    | Étiquette | Qualité          |
| ---------------------------------------- | ------------- | ----------- | --------- | ---------------- |
| Les données manquantes sont à compléter. |               |             |           |                  |
| 2014                                     | décembre 2016 | Marc Picton | SE        | Maire de Jarrier |

### Conseil communautaire
À la suite de la réforme des collectivités territoriales de 2013, les conseillers communautaires dans les communes de plus de 1 000 habitants sont élus au suffrage universel direct en même temps que les conseillers municipaux. Dans les communes de moins de 1 000 habitants, les conseillers communautaires seront désignés parmi le conseil municipal élu dans l'ordre du tableau des conseillers municipaux en commençant par le maire puis les adjoints et enfin les conseillers municipaux. Les règles de composition des conseils communautaires ayant changé, celui-ci comptera à partir de mars 2014 seize conseillers communautaires qui sont répartis selon la démographie :
| Nombre de conseillers | Communes                                                                                         |
| --------------------- | ------------------------------------------------------------------------------------------------ |
| 3                     | Fontcouverte-la-Toussuire                                                                        |
| 2                     | Albiez-Montrond, Jarrier, Saint-Jean-d'Arves, Saint-Pancrace, Saint-Sorlin-d'Arves, Villarembert |
| 1                     | Albiez-le-Jeune                                                                                  |

### Bureau
Le conseil communautaire élit un président et des vice-présidents. Ces derniers, avec d'autres membres du conseil communautaire, constituent le bureau. Le conseil communautaire délègue une partie de ses compétences au bureau et au président. 

### Compétences
Les actions qu'entreprend la Communauté de communes de l'Arvan sont celles que les communes ont souhaité lui transférer. Ces dernières sont définies dans ses statuts.
- Services
- Adduction d'eau
- Secours
- Jeunesse
- Personnes âgées

### Financement
La Communauté de communes de l'Arvan, communauté de communes à fiscalité propre, perçoit une partie des quatre taxes locales (taxe d'habitation, taxe sur le foncier bâti, taxe sur le foncier non bâti et taxe professionnelle). La Communauté de communes bénéficie également de différentes sources de financement : 
- Aides de l'État, notamment par le biais de la dotation globale de fonctionnement (DGF).
- Taxe d'enlèvement des ordures ménagères (TEOM) : financement de la collecte et du traitement des déchets ménagers et assimilés.
- Rétributions dans le cadre de délégations de services publics.
- Subventions de divers organismes.

| Postes                                           | 2007        | 2008        | 2009        | 2010        | 2011        | 2012        |
| ------------------------------------------------ | ----------- | ----------- | ----------- | ----------- | ----------- | ----------- |
| Produits de fonctionnement                       | 2 855 000 € | 3 120 000 € | 3 244 000 € | 3 327 000 € | 3 458 000 € | 3 403 000 € |
| Charges de fonctionnement                        | 2 569 000 € | 2 677 000 € | 2 838 000 € | 3 150 000 € | 3 306 000 € | 3 594 000 € |
| Ressources d’investissement                      | 331 000 €   | 393 000 €   | 313 000 €   | 294 000 €   | 605 000 €   | 705 000 €   |
| Emplois d’investissement                         | 336 000 €   | 438 000 €   | 273 000 €   | 385 000 €   | 733 000 €   | 356 000 €   |
| Autofinancement                                  | 286 000 €   | 470 000 €   | 433 000 €   | 204 000 €   | 192 000 €   | −134 000 €  |
| Dette                                            | 968 000 €   | 942 000 €   | 855 000 €   | 810 000 €   | 1 140 000 € | 1 048 000 € |
| Source : Ministère de l’Économie et des Finances |             |             |             |             |             |             |